# Титрауст
Титрауст (персијски: Tithraustes) био је ахеменидски сатрап Лидије и Карије.

## Владавина
О Титраустовом животу нема много података. На престолу је наследио Тисаферна који је смењен због пораза од спартанског краља Агесилаја у близини Сарда. Дошавши на Тисаферново место, Титрауст га је дао погубити. Потом се морао суочити са спартанском војском Агесилаја. Титрауст је у борби против Спартанаца наставио политику свога претходника. Са Агесилајем је склопио примирје и платио им да ратују против фригијског сатрапа Фарнабаза II. Према Ксенофонту, Титрауст је послао Тимократа са Родоса у Грчку да заговара устанак против спартанске хегемоније. Међутим, то се хронолошки не чини могућим. Титрауст се на сатрапском престолу наазио до 393. године п. н. е. Наследио га је јерменски сатрап Тирибаз.